# Ilexá Oeste
Ilexá Oeste (em inglês: Ilesa West) é uma Área de governo local no Osun (estado), Nigéria. Sua sede está na vila de Oja Oba (Ereja Square) na periferia da cidade de Ilesa.
Possui uma área de 63 km² e uma população de 106.809 no censo de 2006.
O código postal da área é 233.